# Australian
Pour les articles homonymes, voir Australian (homonymie).
Australian est une marque de produits vestimentaires italienne crée en 1956 [Australian by l'Alpina]. Ses produits, des vêtements de sport destinés à la pratique du tennis, étaient également appréciés dans les années 1990 pour la pratique d'autres sports et chez les gabbers.

## Histoire
L'entreprise L'Alpina fondée en 1946 crée la marque Australian en 1956.
Au début des années 1990, les gabbers ont utilisé entre autres les vêtements de la marque Australian (en jargon gabber, les Aussies) comme marqueur culturel. Les survêtements de la marque étaient en effet adaptés au hakken, danse très rapide pour laquelle il était pratique de porter quelque chose d'ample et souple et capable de pomper la sueur, tout en gardant une belle esthétique.
Lorsque la scène gabber s'est effondrée vers 1998, le port de l'aussie a pratiquement disparu.
Depuis 2006, on peut considérer que la marque est à nouveau exclusivement une marque de vêtements pour la pratique du tennis, exception faite des gabbers old school. Australian produit désormais également des chaussures.